# Zahnwurm

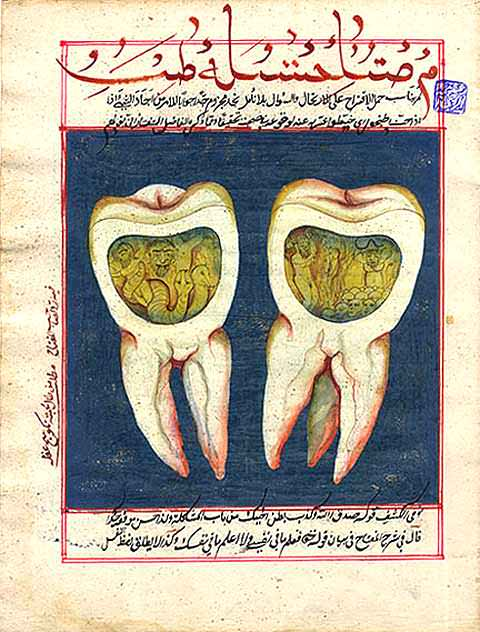
Zahnwurm, Abbildung aus einem zahnärztlichen Lehrbuch des 18. Jahrhunderts aus dem Osmanischen Reich

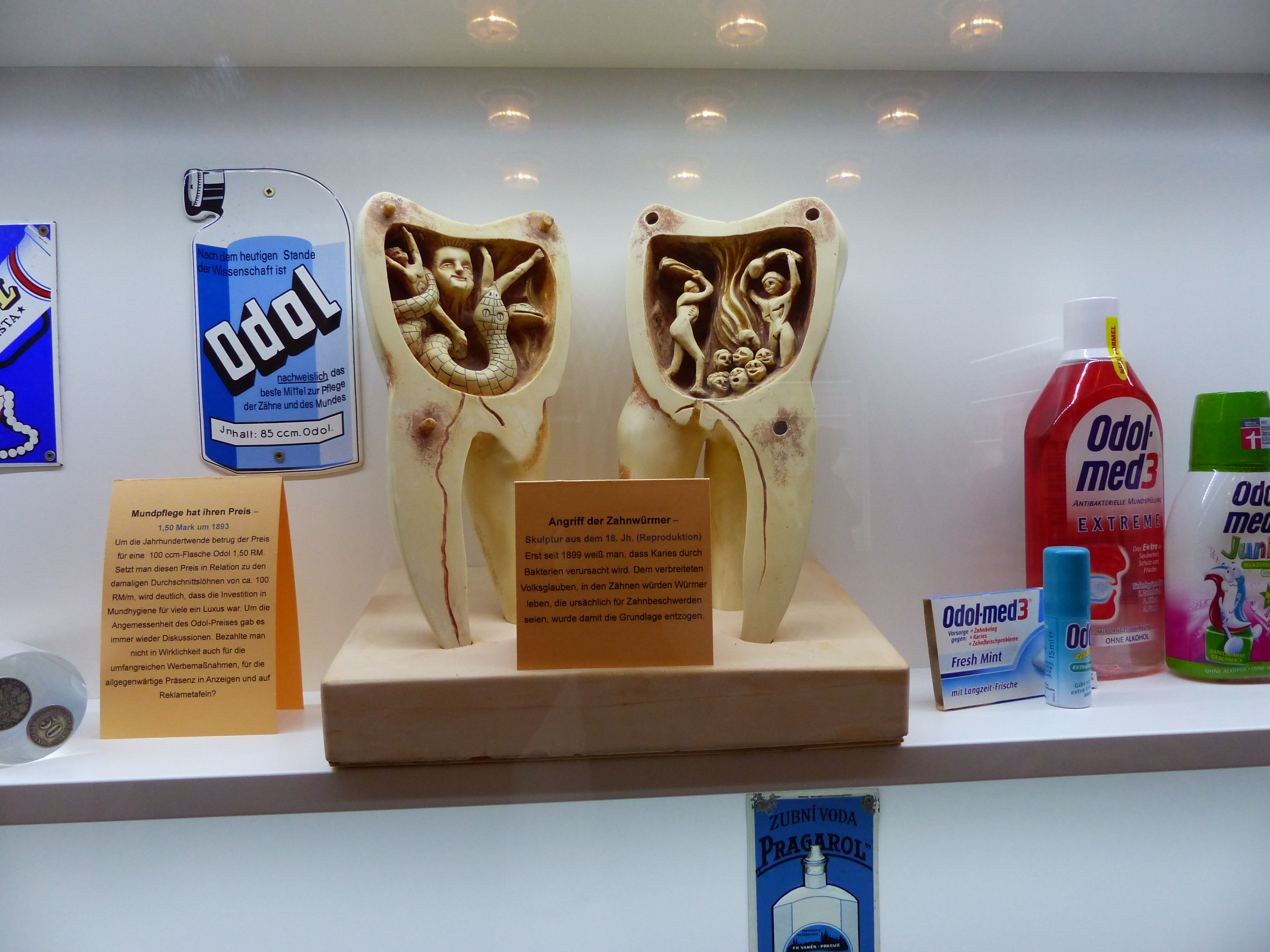
Zahnwurm-Skulptur

Der Zahnwurm, ein Fabeltier, das in den Zähnen lebt, gilt heute als Bestandteil medizinischen Aberglauben, und galt lange Zeit als Ursache für Zahnschmerzen und Zahnkaries (sowie auch Parodontitis und Kopfschmerzen). Ob der Glaube daran auf einem nur angenommenen „nagenden Wurm“ (als hypothetische Erklärung für die Symptome), auf Beobachtungen von abgekapselten Granulomen oder dem entzündlich veränderten Zahnmark (Pulpa dentis) beruht, ist unklar.

## Geschichte
In einem sumerischen Text, von Suddick und Harris 1990 fälschlicherweise auf etwa 5000 v. Chr. datiert, wird erstmals als Ursache für die Zahnkaries der Zahnwurm beschrieben. Bei der Datierung missdeuteten Suddick und Harris allerdings eine Publikation von Hermann Prinz aus dem Jahr 1945. Folgt man der Dissertation von Astrid Hubmann, dann zeigt sich, dass vier Quellen, deren älteste aus der Zeit um 1800 v. Chr. stammt, den Glauben an den Zahnwurm belegen. Es handelt sich um eine Tafel aus Nippur.
Eine Tafel, die bei Assur entdeckt wurde, deutet darauf hin, dass Zahnwurm und Zahnschmerz verschieden behandelt wurden, was auf eine Auffassung als verschiedene Krankheiten hindeuten könnte. Aus der Bibliothek des Assyrerkönigs Assurbanipal (669-631/27 v. Chr.) stammt das Werk eines Nabunadinirbu, das den Titel Wenn ein Mensch Zahnschmerzen hat trägt. Möglicherweise handelt es sich um eine Abschrift eines erheblich älteren babylonischen Textes, in dem neben der Beschreibung einer Behandlung vor allem eine rituelle Beschwörung von Bedeutung ist. Darin lehnt der Wurm, wohl ein Dämon oder böser Geist, vor dem höchsten Gott Anu dessen Gaben, nämlich reife Feigen, Aprikosen- und Apfelsaft ab und bevorzugt das Blut der Zähne. Zur Behandlung sollen Emmer-Mischbier, gebrochenes Malz und Sesamöl vermengt und auf den betroffenen Zahn aufgetragen werden. Grundsätzlich nahm man an, dass überall im Körper aus verdorbenen Säften Würmer hervorgehen konnten.
Auch im alten Indien (um 650), Ägypten (verschiedene „Würmer“ galten im Alten Ägypten als Verursacher verschiedener Leiden) – hier ist es der Papyrus Anastasi IV, 13,7 (um 1400 oder um 1200/1100 v. Chr.), Japan und China – dort war ein kranker Zahn ein „Wurmzahn“, aber auch bei den Azteken – dort wurde beispielsweise Tabak in die Kavität gesteckt – und den Maya wurden Hinweise gefunden, wonach der Zahnwurm für die Karies ursächlich sei. Die Legende vom Zahnwurm findet man ebenso in den Schriften von Homer und noch im 14. Jahrhundert war der Chirurg Guy de Chauliac der Überzeugung, dass Würmer die Karies verursachen.
Der als kopfschmerzverursachend gedachte Hauptwurm (lateinisch emigraneus) galt als synonym oder verwandt mit dem, zuweilen auch in verschiedene (z. B. rote, blaue und graue) Arten unterteilten Zahnwurm.
Starken Einfluss hatten in der Alten Welt die Compositiones medicamentorum des Scribonius Largus, des Leibarztes von Kaiser Claudius. Zur Behandlung empfahl er Räucherungen und Spülungen, aber auch Einlagen und Kaumittel sowie die Räucherung mit Bilsenkrautsamen, die aus diesem Grunde als herba dentaria bezeichnet wurden. Dabei deutet er an, dass bisweilen einige Würmchen bei der Behandlung ausgespien werden. Da die mit Wasserdampf bei Räucherungen in dem Mund gelangten Bilsenkrautsamen zu keimen beginnen, konnten die dabei zu sehenden, mit einem schwarzen Kopf versehenen weißen Fäden taschenspielerisch als „Zahnwürmer“ gezeigt werden. Man glaubte also weiterhin an den Wurm, versuchte aber auch durch  Auflegen von Würmern das Ausfallen von kranken Zähnen zu beschleunigen. Plinius der Ältere hingegen glaubte nicht an die Existenz des Zahnwurmes, jedoch an eine ähnliche Heilwirkung.
Im arabischen Raum glaubte man unter Rückgriff auf ältere Traditionen an Zahnwürmer, wie das Werk des Abu Bakr Muhammad ibn Zakariya ar-Razi, der das Verhältnis von Leib und Seele als von der Seele bestimmt ansah, ebenso zeigt, wie die Werke Avicennas oder Albucasis'. 'Umar ad-Dimašqi, der um 1200 in Damaskus lehrte, lehnte hingegen in seinem Buch des Auserlesenen über die Enthüllung der Geheimnisse und das Zerreißen der Schleier den Zahnwurm und vor allem die Scharlatanerie, die mit Würmern getrieben wurde, ab.
Im Mittelalter hing auch Hildegard von Bingen dem Wurmglauben an, erkannte in ihrem Werk Causae et curae aber mangelnde Hygiene als Ursache. Durch Spülen mit Wasser sollte der Livor, eine Ablagerung vermieden werden, die sich um den Zahn legen und die gefürchteten Würmer hervorbringen konnte. Sie empfahl Aloe und Myrrhe sowie Kohlerauch. Constantinus Africanus, der aus Tunesien nach Salerno kam, machte im frühen 11. Jahrhundert die dortige Medizinische Universität berühmt. Er brachte antike Kenntnisse und auch die Säftelehre in den Norden, bestätigte aber auch den Zahnwurm.
Ab der Zeit der Aufklärung wurde die Zahnwurmtheorie von der akademischen Medizin weitgehend dem Bereich des Aberglaubens zugeordnet. Pierre Fauchard war 1728 (in Le Chirurgien dentiste) einer der ersten Zahnheilkundigen, die den Zahnwurm nicht als Ursache der Karies ansahen. Erst im 19. Jahrhundert wurden verschiedene wissenschaftliche Theorien zur Entstehung von Karies entwickelt. Gemäß der chemoparasitären Theorie nach Willoughby D. Miller (1890) wurden schließlich Milchsäurebakterien bis in die 1960er Jahre als Ursache angesehen.
In der Folge entwickelte sich die spezifische Plaquehypothese, gefolgt von einem Paradigmenwechsel, der zur ökologischen Plaquehypothese geführt hat. Auf Grund mehrerer pathogener Faktoren kommt es zur Zerstörung der Zahnhartgewebe in mehreren Stufen.
Der Glaube an den Zahnwurm (wie auch an nicht auf die Zähne bezogene und als „Wurm“ gedachte Krankheitsursachen) hielt sich in der Volksmedizin bis ins 20. Jahrhundert. Bis Ende des 20. Jahrhunderts hat sich der Glaube an den Zahnwurm als Schmerzverursacher in ländlichen Gegenden Chinas erhalten und wurde von so manchem Quacksalber ausgenutzt. Drei dieser Betrügereien aus den Jahren 1985, 1987 und 1993 werden aus Taiwan berichtet.